# Љуљаци
Љуљаци су насеље у Србији у општини Кнић у Шумадијском округу. Према попису из 2022. има 247 становника (према попису из 2011. било је 338 становника).
Из овог села су Срејовићи, породица из које потиче и славни српски археолог, академик Драгослав Срејовић. Он је овде вршио ископавања праисторијских тумула из старијег гвозденог доба и дефинисао културну групу Рача-Љуљаци.
Овде су се правиле гранитне коцке.

## Демографија
У насељу Љуљаци живи 318 пунолетних становника, а просечна старост становништва износи 48,9 година (48,3 код мушкараца и 49,5 код жена). У насељу има 129 домаћинстава, а просечан број чланова по домаћинству је 2,86.
Ово насеље је великим делом насељено Србима (према попису из 2002. године), а у последња три пописа, примећен је пад у броју становника.
|  |

| Демографија | Демографија | Демографија |
| Година      | Становника  | Становника  |
| ----------- | ----------- | ----------- |
| 1948.       | 914         |             |
| 1953.       | 861         |             |
| 1961.       | 824         |             |
| 1971.       | 718         |             |
| 1981.       | 594         |             |
| 1991.       | 475         | 448         |
| 2002.       | 369         | 380         |
| 2011.       | 338         |             |
| 2022.       | 247         |             |

| Етнички састав према попису из 2002.‍ | Етнички састав према попису из 2002.‍ | Етнички састав према попису из 2002.‍ | Етнички састав према попису из 2002.‍ | Етнички састав према попису из 2002.‍ |
| ------------------------------------ | ------------------------------------ | ------------------------------------ | ------------------------------------ | ------------------------------------ |
|                                      |                                      |                                      |                                      |                                      |
| Срби                                 | Срби                                 |                                      | 368                                  | 99,72%                               |
| непознато                            | непознато                            |                                      | 1                                    | 0,27%                                |

| Година пописа     | 1948. | 1953. | 1961. | 1971. | 1981. | 1991. | 2002. |
| ----------------- | ----- | ----- | ----- | ----- | ----- | ----- | ----- |
| Број домаћинстава | 185   | 188   | 189   | 173   | 173   | 151   | 129   |

| Број чланова      | 1  | 2  | 3  | 4 | 5  | 6  | 7 | 8 | 9 | 10 и више | Просек |
| ----------------- | -- | -- | -- | - | -- | -- | - | - | - | --------- | ------ |
| Број домаћинстава | 28 | 47 | 19 | 7 | 11 | 14 | 1 | 2 | 0 | 0         | 2,86   |

| Пол    | Укупно | Неожењен/Неудата | Ожењен/Удата | Удовац/Удовица | Разведен/Разведена | Непознато |
| ------ | ------ | ---------------- | ------------ | -------------- | ------------------ | --------- |
| Мушки  | 151    | 27               | 113          | 11             | 0                  | 0         |
| Женски | 176    | 16               | 114          | 43             | 2                  | 1         |
| УКУПНО | 327    | 43               | 227          | 54             | 2                  | 1         |

| Пол    | Укупно                    | Пољопривреда, лов и шумарство | Рибарство                            | Вађење руде и камена | Прерађивачка индустрија       |
| ------ | ------------------------- | ----------------------------- | ------------------------------------ | -------------------- | ----------------------------- |
| Мушки  | 81                        | 55                            | 0                                    | 1                    | 10                            |
| Женски | 38                        | 32                            | 0                                    | 0                    | 3                             |
| УКУПНО | 119                       | 87                            | 0                                    | 1                    | 13                            |
| Пол    | Производња и снабдевање   | Грађевинарство                | Трговина                             | Хотели и ресторани   | Саобраћај, складиштење и везе |
| Мушки  | 0                         | 3                             | 4                                    | 2                    | 1                             |
| Женски | 0                         | 0                             | 1                                    | 2                    | 0                             |
| УКУПНО | 0                         | 3                             | 5                                    | 4                    | 1                             |
| Пол    | Финансијско посредовање   | Некретнине                    | Државна управа и одбрана             | Образовање           | Здравствени и социјални рад   |
| Мушки  | 0                         | 0                             | 2                                    | 1                    | 0                             |
| Женски | 0                         | 0                             | 0                                    | 0                    | 0                             |
| УКУПНО | 0                         | 0                             | 2                                    | 1                    | 0                             |
| Пол    | Остале услужне активности | Приватна домаћинства          | Екстериторијалне организације и тела | Непознато            | Непознато                     |
| Мушки  | 0                         | 0                             | 0                                    | 2                    | 2                             |
| Женски | 0                         | 0                             | 0                                    | 0                    | 0                             |
| УКУПНО | 0                         | 0                             | 0                                    | 2                    | 2                             |